# Partit Progressista de Chūgoku
El Partit Progressista de Chūgoku (中国進歩党, Chūgoku Shinpo-tō) fou un partit polític del Japó.
El PPC es fundà l'any 1894 per cinc membres de la Cambra de Representants del Japó per la circumscripció d'Okayama, a la regió de Chūgoku, que s'escindiren del recentment creat Partit Innovador Constitucional (PIC). Liderat per Inukai Tsuyoshi, el PPC va guanyar quatre escons a les eleccions de setembre de 1894.
Al febrer de 1896, el partit es dissolgué per a crear amb el Partit Reformista Constitucional (PRC), el PIC, el Grup Imperial d'Innovació Financera (GIIF) i altres polítics independents el nou Partit Progressista (PP).